# Fukiage-shuku

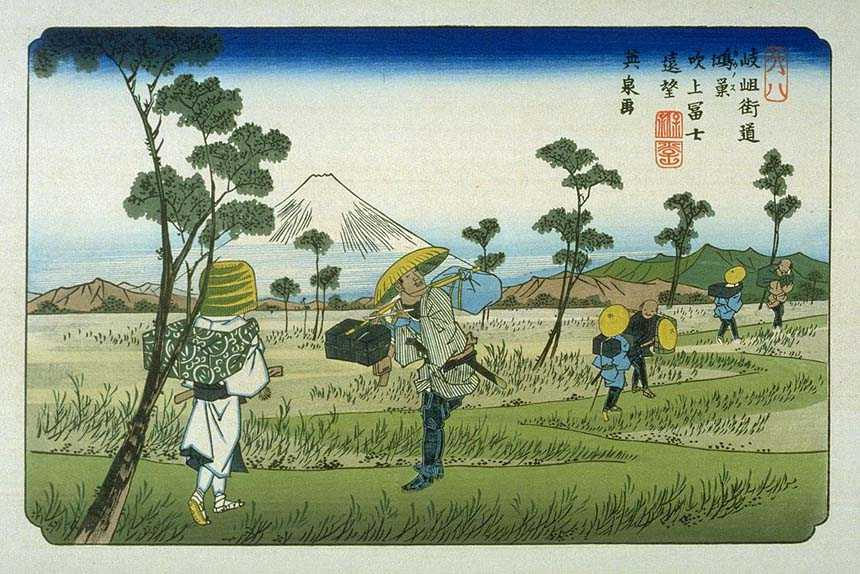
Kōnosu-shuku, estampe de Keisai Eisen de la série Les Soixante-neuf Stations du Kiso Kaidō.

Fukiage-shuku (吹上宿, Fukiage-shuku) était une station intermédiaire du Nakasendō durant la période Edo du Japon. Elle se trouvait entre les stations de Kōnosu-shuku et Kumagai-shuku. Elle se situe à présent dans la ville de Kōnosu, préfecture de Saitama. En plus d'être une étape de repos le long du Nakasendō, c'était également une station officielle du Nikkō Wakiōkan.

## Stations voisines
Nakasendō
Kōnosu-shuku – Fukiage-shuku – Kumagai-shuku